# Mại dâm tại Vương quốc Anh

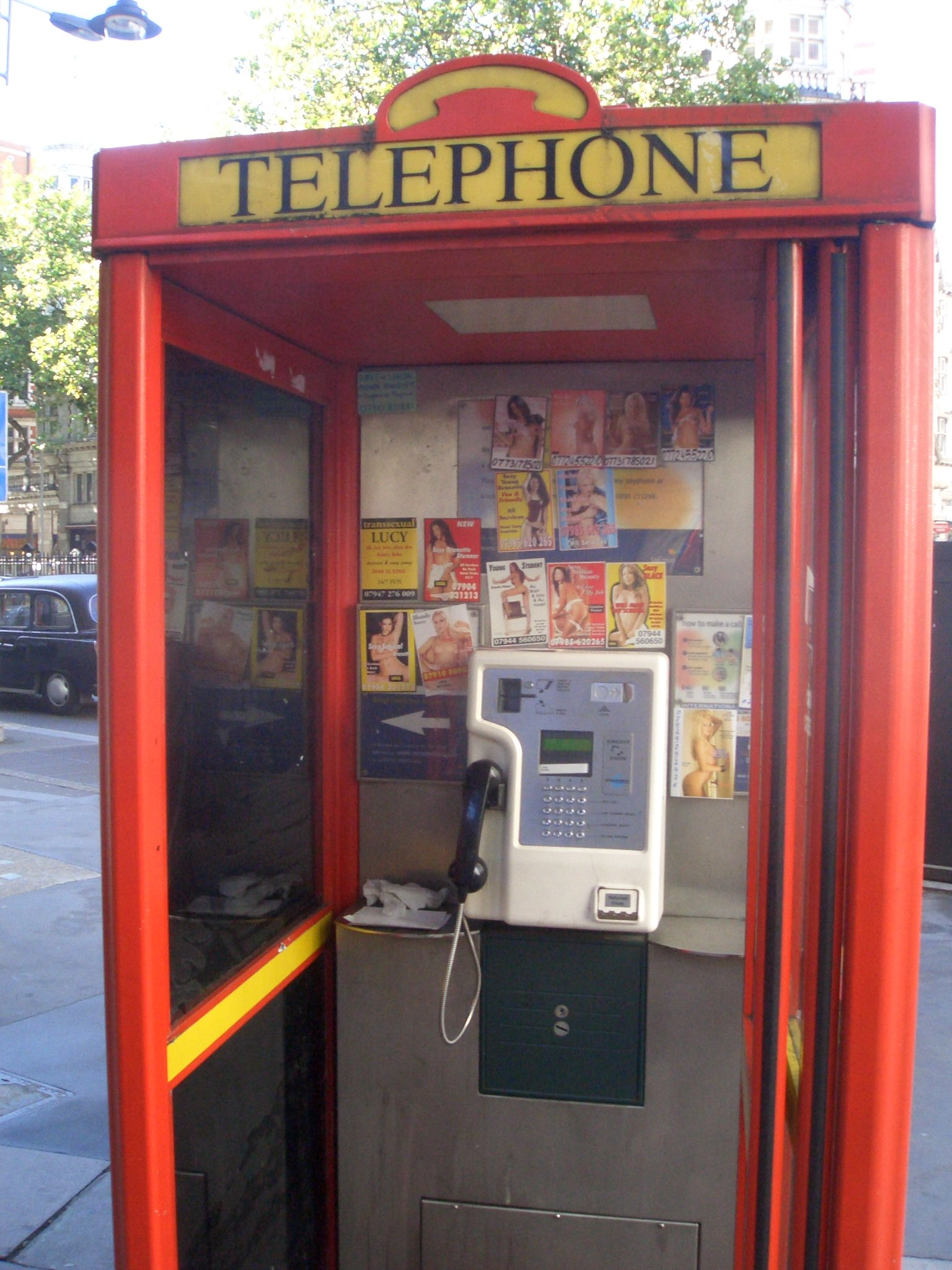
"Tart cards" trong các hòm điện thoại quảng cáo dịch vụ của những cô gái gọi điện ở Luân Đôn (một thực hành bất hợp pháp, nhưng từng phổ biến).

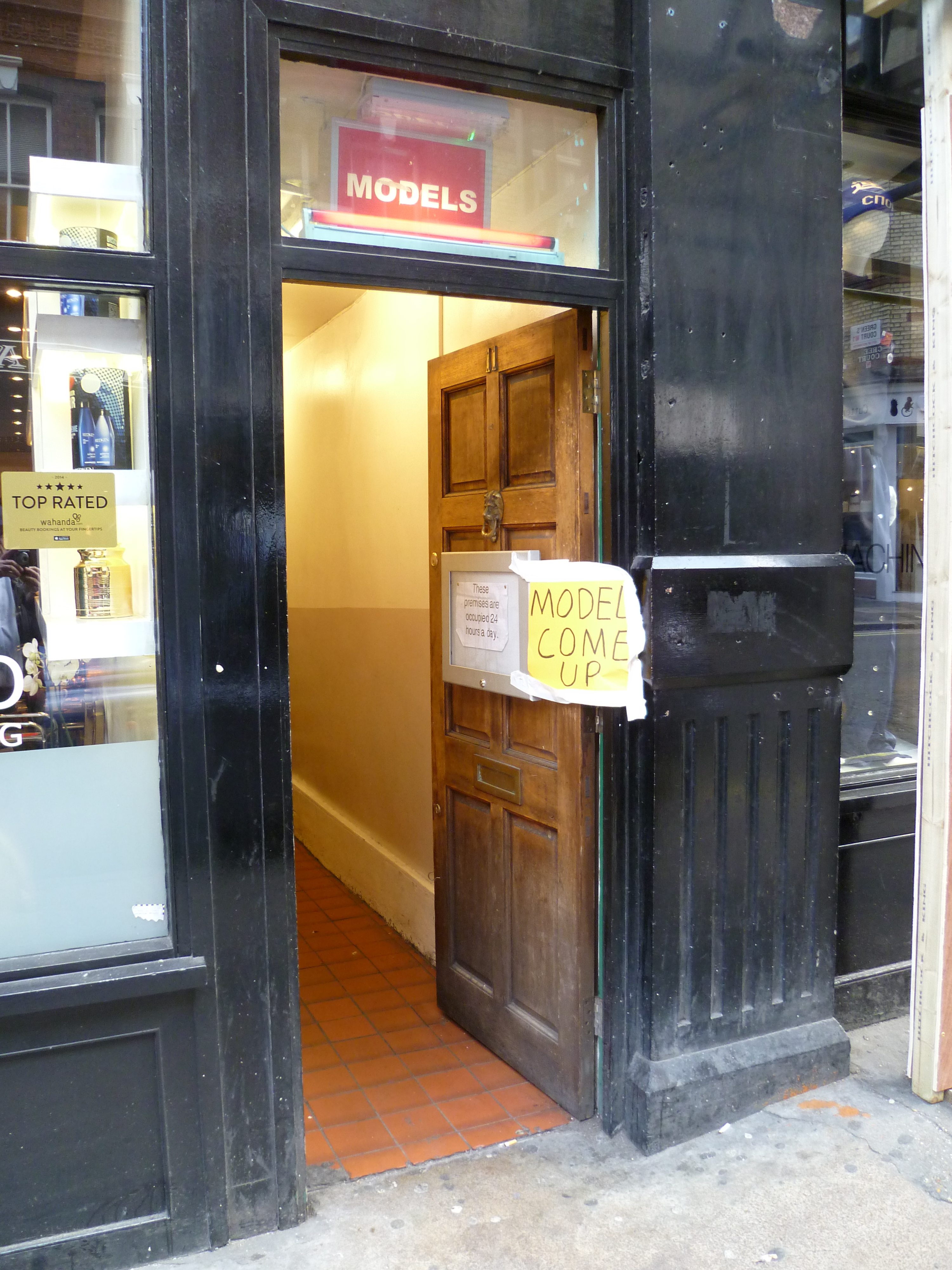
Một cửa hàng quảng cáo "Models" trên đường Brewer, Soho, Luân Đôn, một ví dụ về "Soho walk-up".

Tại Vương quốc Anh (bao gồm Anh, Xứ Wales và Scotland), việc tham gia vào quan hệ tình dục để nhận tiền là hoàn toàn hợp pháp, Tuy nhiên, có những hoạt động liên quan đến mại dâm vi phạm pháp luật, chẳng hạn như quảng cáo mại dâm ở nơi công cộng, điều tra, sở hữu hoặc quản lý một nhà hoạt động mại dâm, điều hành môi giới và quảng cáo mại dâm. Ở Bắc Ireland, trước đây cũng áp dụng các luật tương tự, nhưng từ ngày 1 tháng 6 năm 2015, việc trả tiền cho dịch vụ mại dâm đã trở thành hành vi bất hợp pháp.
Mặc dù có quy định về công việc tình dục, nhưng không phải lúc nào chúng cũng được tuân thủ một cách nghiêm ngặt. Tháng 3 năm 2016, có báo cáo cho thấy một số lực lượng cảnh sát đã "nhắm mắt làm ngơ" không để ý đến những nơi hoạt động mại dâm, tức là họ đã không làm gì để ngăn chặn hoạt động này. Tuy nhiên, từ đó, đã có những báo cáo về việc truy quét những tụ điểm hoạt động mại dâm ở Vương quốc Anh. Nhiều tụ điểm hoạt động mại dâm ở các thành phố như Manchester, Luân Đôn và Cardiff hoạt động dưới hình thức "tiệm massage".
Mặc dù tại Vương quốc Anh, độ tuổi tối thiểu tham gia hoạt động tình dục là 16 tuổi, nhưng việc trả tiền cho dịch vụ từ một người dưới 18 tuổi mà người mua không có lý do hợp lệ để tin rằng họ đã đủ 18 tuổi trở lên là vi phạm pháp luật. Ở Anh và Xứ Wales, trả tiền để mua dịch vụ tình dục từ một gái mại dâm bị "ép buộc" được coi là một tội danh nghiêm trọng, áp dụng nguyên tắc chịu trách nhiệm nghiêm ngặt. Điều này có nghĩa là ngay cả khi khách hàng của gái mại dâm không có ý đồ phạm tội hoặc không biết rằng gái mại dâm bị ép buộc, họ vẫn có thể bị truy tố tội.

## Phạm vi
Số lượng người bán dâm tại Vương quốc Anh không thể xác định chính xác và khó để đánh giá. Năm 2009, các cơ quan chính phủ và tổ chức phi chính phủ ước tính có khoảng 100.000 người đang hoạt động trong ngành bán dâm tại đất nước này. Theo một nghiên cứu được công bố vào năm 2015, có khoảng 72.800 người bán dâm tại Vương quốc Anh. Trong số này, 88% là phụ nữ, 6% là nam và 4% là người chuyển giới.
Theo một nghiên cứu của TAMPEP vào năm 2009, trong tổng số người bán dâm ở Vương quốc Anh, có 41% là người nước ngoài; tuy nhiên, ở Luân Đôn, tỷ lệ này lên đến 80%. Tuy số lượng người bán dâm di cư ở Vương quốc Anh thấp hơn đáng kể so với các nước phương Tây khác (như Tây Ban Nha và Ý, nơi tỷ lệ người bán dâm di cư chiếm 90%), người bán dâm di cư đến từ các khu vực như Trung Âu (bao gồm Ba Lan, Hungary, Slovakia và Cộng hòa Séc) chiếm 43%, các quốc gia Baltic chiếm 10%, Đông Âu (bao gồm Romania và Bulgaria) chiếm 7%, các quốc gia Balkan chiếm 4%, các quốc gia khác trong Liên minh châu Âu chiếm 16%, Trung và Nam Mỹ chiếm 10%, Châu Á chiếm 7%, Châu Phi chiếm 2%, và Bắc Mỹ chiếm 1%.
Theo dữ liệu từ Văn phòng Thống kê Quốc gia cho thấy vào năm 2009, ngành công nghiệp mại dâm đã đóng góp số tiền là 5,3 tỷ Bảng Anh vào nền kinh tế Vương quốc Anh. Vào năm 2015, Cục Thuế và Hải quan của Vương quốc Anh đã thành lập một đội làm việc đặc biệt có tên "Đội công tác giải trí cho người trưởng thành". Mục tiêu của đội là thu thuế từ thu nhập chưa được khai báo của các công ty môi giới hẹn hò và các cơ sở kinh doanh mại dâm trực tuyến.
Ngành mại dâm ở Vương quốc Anh có nhiều hình thức khác nhau, bao gồm mại dâm đường phố, mại dâm qua dịch vụ đi cùng và mại dâm tại các cơ sở. Các cơ sở này có thể là phòng xông hơi, phòng mát-xa, căn hộ riêng tư và các cửa hàng tại khu Soho. Vào năm 2003, cảnh sát điều tra đã kiểm tra một câu lạc bộ nhảy múa kiêm mại dâm có tên Spearmint Rhino trên đường Tottenham Court ở Luân Đôn và cho rằng đây là một địa điểm trá hình mại dâm.
Theo một nghiên cứu của Dự án Poppy vào năm 2008, đã phát hiện ra sự tồn tại của những nhà chứa ở tất cả 33 khu chính quyền địa phương ở Luân Đôn. Westminster là nơi có số lượng nhà chứa cao nhất với 71 nhà chứa, trong khi Southwark chỉ có 8 nhà chứa. Trong nghiên cứu này, các nhà nghiên cứu đã giả danh làm khách hàng tiềm năng và đã gọi điện cho 921 nhà chứa đã quảng cáo trên các báo địa phương. Từ đó, các nhà nghiên cứu ước tính rằng ngành công nghiệp nhà chứa tạo ra từ 50 triệu đến 130 triệu bảng mỗi năm. Nhiều nhà chứa hoạt động thông qua các doanh nghiệp hợp pháp được cấp phép làm phòng xông hơi hoặc phòng mát-xa. Tuy nhiên, phần lớn nhà chứa lại tập trung trong các căn hộ riêng tư nằm trong các khu dân cư. Báo cáo cũng phát hiện rằng có tới 77 dân tộc khác nhau trong số những người bán dâm. Nghiên cứu này đã được gọi là "nghiên cứu toàn diện nhất từng được tiến hành về nhà chứa tại Vương quốc Anh". Tuy nhiên, phương pháp nghiên cứu của nó đã bị chỉ trích và từ chối bởi các nhà hoạt động và các nhà nghiên cứu trong lĩnh vực ngành công nghiệp dịch vụ tình dục. Kích thước của các nhà chứa tại Vương quốc Anh thường nhỏ. 
Theo Cari Mitchell, người phát ngôn của Tổ chức Đoàn kết Nữ diễn viên ở Anh vào năm 2008, "hầu hết các nhà chứa được điều hành kín đáo bởi hai hoặc ba phụ nữ. Đôi khi có một lễ tân hoặc một phụ nữ khác, thường là những người trước đây đã từng làm công việc tình dục thuê người khác". Trong khoảng thời gian từ năm 2013 đến 2014, đã có 55 vụ kiện liên quan đến việc duy trì nhà chứa. Năm 2014 đến 2015, số vụ kiện này tăng lên 96.. Vào năm 2017, một báo cáo đã tiết lộ rằng có một số tài sản bị cho thuê trong thời gian ngắn để sử dụng như nhà chứa "tạm thời". Thường thì những tài sản này được đặt ở những khu vực hẻo lánh.
Các khảo sát cho thấy rằng số lượng đàn ông ở Anh thuê người bán dâm ít hơn so với các nước khác. Ước tính từ các nghiên cứu cho thấy khoảng 7% đàn ông ở Anh đã từng sử dụng dịch vụ của người bán dâm (dữ liệu năm 1991) đến 11% (dữ liệu từ 2010-2012). So với Mỹ (15-20%) và Pháp (16%), số lượng đàn ông ở Anh thuê người bán dâm ít hơn. Tuy nhiên, các tác giả nhấn mạnh rằng việc tìm dữ liệu đáng tin cậy gặp khó khăn do thiếu các nghiên cứu trước đây, sự khác biệt về kích thước mẫu và khả năng ước lượng thấp do quan tâm về quyền riêng tư của người tham gia khảo sát.
Một cuộc khảo sát được tiến hành vào năm 2004 với những người bán dâm đường phố đã cho thấy tuổi trung bình khi bắt đầu hoạt động là 21 tuổi. Vào tháng 3 năm 2015, Đại học Leeds đã tiến hành một cuộc khảo sát quy mô lớn về người bán dâm tại Vương quốc Anh, với sự tài trợ từ Quỹ Wellcome. Kết quả cho thấy rằng 71% những người bán dâm trước đây đã từng làm việc trong lĩnh vực y tế, chăm sóc xã hội, giáo dục, chăm sóc trẻ em hoặc các tổ chức từ thiện. Ngoài ra, 38% trong số họ có bằng cử nhân.
Nghiên cứu khác được công bố bởi Đại học Swansea cũng vào tháng 3 năm 2015 đã chỉ ra rằng gần 5% sinh viên tại Vương quốc Anh đã tham gia vào hoạt động tình dục, bao gồm cả mại dâm. Hầu hết sinh viên tham gia vào công việc tình dục để chi trả các chi phí sinh hoạt (hai phần ba) và trả nợ (45%). Khoảng 70% người bán dâm làm việc trong nhà, có nghĩa là họ tiếp khách và cung cấp dịch vụ tại các địa điểm như căn hộ riêng tư hoặc nhà riêng.
Năm 2016, Ủy ban Lựa chọn Quốc gia về Công việc Nội vụ tiến hành cuộc điều tra đầu tiên về ngành công nghiệp dịch vụ tình dục. Chứng cứ được đệ trình cho cuộc điều tra cho thấy rằng có khoảng 70.000 người bán dâm ở Anh và họ kiếm trung bình 2.000 bảng Anh mỗi tuần. Các ước tính cũng cho thấy rằng người bán dâm ở Anh tính trung bình 78 bảng Anh cho mỗi dịch vụ và có khoảng 25 khách hàng mỗi tuần. Khoảng một phần tư được cho là làm việc đường phố trong ngành mại dâm, phần còn lại làm việc trong nhà chứa và phòng xông hơi. Các lý do chọn làm việc trong ngành mại dâm bao gồm vấn đề về vô gia cư và nghiện ma túy. Cuộc điều tra cũng đề xuất rằng các hồ sơ tội phạm về mại dâm trong quá khứ nên được gỡ bỏ. Ủy ban đã đề nghị rằng, do hiện tại thiếu dữ liệu đáng tin cậy về chủ đề này, Bộ Nội vụ nên tiến hành một nghiên cứu để thu thập thông tin phục vụ cho quá trình lập pháp trong tương lai..

## Lịch sử
Một trong những bằng chứng sớm nhất về hoạt động mại dâm ở Vương quốc Anh là phát hiện một món tiền đồng nhỏ gọi là "spintria" trên bờ sông Thames. Đây là những đồng xu từ thời La Mã, có hình vẽ mô tả một người đàn ông và một người phụ nữ đang thực hiện hành vi tình dục. Một số học giả cho rằng spintria là những token được sử dụng trong hoạt động mại dâm, có thể được dùng để vào các nhà chứa mại dâm hoặc trao đổi cho các đối tác trong giao dịch mại dâm.

### Thời kỳ Trung cổ
Trong thời Trung cổ, nhiều nhà chứa mại dâm ở Luân Đôn được đặt tại khu vực Southwark, nằm trong quyền hạn của cung điện Winchester, nơi cư trú của Giám mục Winchester. Năm 1161, vua Henry II ban hành các quy định cho phép các Giám mục cấp phép các nhà chứa mại dâm và người bán dâm ở khu vực này, dẫn đến việc hình thành Liberty of the Clink. Kết quả là, số lượng nhà chứa mại dâm tăng lên ở khu vực Bankside thuộc Liberty này. Những nhà chứa này thường được gọi là "stew-houses" vì nhiều trong số chúng cũng là các nhà tắm đầy hơi. Giám mục là chủ sở hữu của nhiều nhà chứa mại dâm, và thường đóng cửa chúng khi quốc hội họp để bảo vệ danh dự. Hồ sơ vụ án đã tiết lộ rằng có các linh mục, tu sĩ và tu sĩ fransiscô đã là khách hàng của các nhà chứa này.
Các nhà chứa mại dâm phải chấp nhận việc kiểm tra hàng tuần từ công an hoặc người quản lý. Họ không được yêu cầu đòi hỏi phụ nữ bán dâm trả nhiều hơn 14 penny một tuần cho một phòng. Các nhà chứa không được mở cửa vào ngày lễ và việc ép buộc bán dâm là bị cấm. Người bán dâm không được phép sống tại nhà chứa mại dâm hoặc kết hôn, và họ phải trải qua một đêm đầy đủ với khách hàng của mình. Đây là luật mại dâm sớm nhất tại châu Âu, thể hiện việc điều chỉnh mại dâm thay vì đàn áp nó, và nhà chứa mại dâm cung cấp một nguồn thu lớn cho các Giám mục. Những người bán dâm, được gọi là Winchester Geese, được cho rằng có thể đã được chôn cất tại một nghĩa trang không được phép được biết đến với tên gọi Cross Bones Cemetery.
Sau đó, một loạt quy định đã được ban hành nhằm hạn chế hoạt động mại dâm ở Luân Đôn, đặc biệt là trong khu vực Southwark, và giới hạn sự hấp dẫn của nó. Tại Thành phố Luân Đôn vào năm 1277, người bán dâm làm việc trong nhà chứa mại dâm bị cấm sống trong thành phố. Tuy nhiên, có những dấu hiệu cho thấy hoạt động mại dâm diễn ra trong Thành phố  Luân Đôn ở các khu vực như Farringdon Without, nơi thường xuyên xuất hiện "phụ nữ bình thường". Khu vực giữa Cheapside và nhà thờ St Pancras, Soper Lane cũng nổi tiếng với tội ác tình dục, bao gồm một con phố được gọi là Gropecunt Lane. Năm 1310, vua Edward II ban hành lệnh đình chỉ hoạt động các nhà chứa mại dâm ở Luân Đôn.
Ngoài  Luân Đôn, hầu hết các thị trấn và thành phố khác ở Anh thời Trung cổ cũng có nhà chứa mại dâm. Ở một số nơi, nhà chứa mại dâm là hoạt động chính thức và do công chúng sở hữu. Thông thường, người bán dâm chỉ được phép hoạt động trên các tuyến đường cụ thể hoặc trong các khu vực đã được chỉ định. Có các quy định về phục vụ giàu có yêu cầu phụ nữ bán dâm mặc đồ khác với phụ nữ khác để được coi là "đáng kính". Các luật pháp về mại dâm khác nhau từ thị trấn này đến thị trấn khác, và hoạt động mại dâm ở một địa phương cụ thể được điều chỉnh theo cách được chấp nhận thực tế (de facto) nếu không được chấp nhận theo cách hợp pháp (de jure), hoặc bị cấm. Việc quy định về mại dâm ở Anh kéo dài cho đến năm 1546, khi lo ngại về việc nhà chứa mại dâm đóng vai trò trong sự lây lan của bệnh síphilis đã khiến vua Henry VIII ban hành một lời tuyên bố hoàng gia. Lời tuyên bố này cấm hoạt động của tất cả các nhà chứa mại dâm ở Anh và chấm dứt "sự dung thứ" đối với những người bán dâm, được xem là "những người đồi trụy và không hạnh phúc".

### Thế kỷ 17 và 18

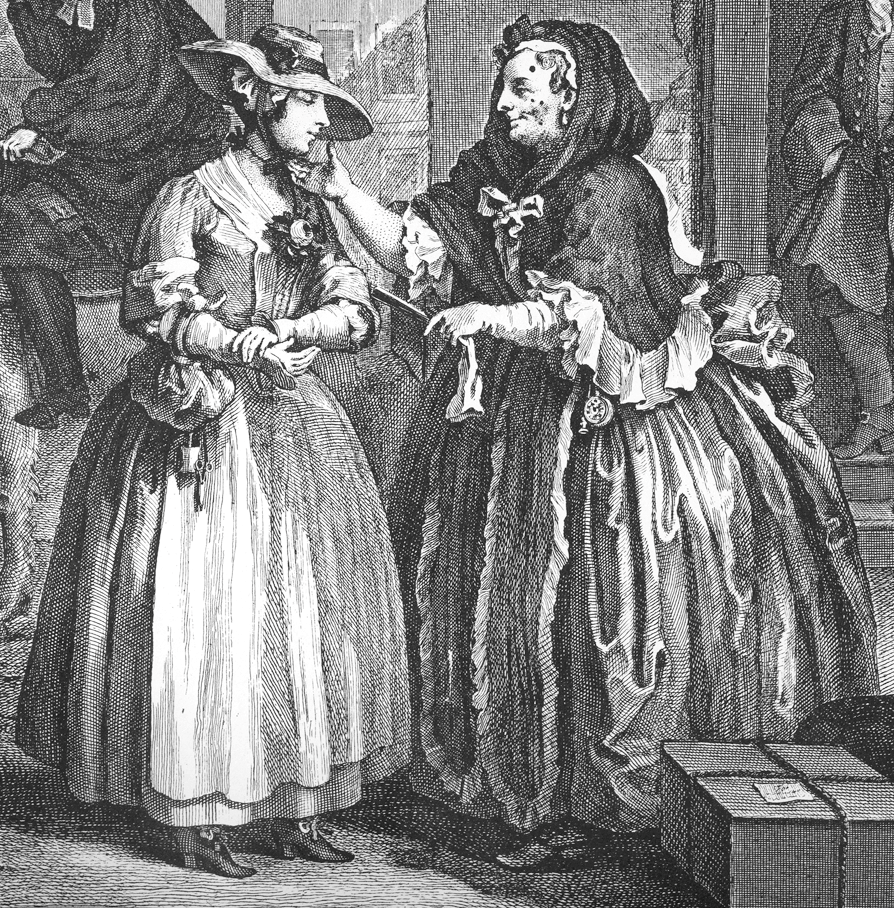
Chi tiết từ bức tranh A Harlot's Progress (1732) của William Hogarth, mô tả sự xuất hiện của Moll ở Luân Đôn và việc môi giới của cô bởi một bà chủ mại dâm nhiễm bệnh.

Trong thế kỷ 17 và 18, sự hiện diện của mại dâm ở Luân Đôn được ghi nhận thông qua việc xuất bản các thư mục. Một trong số đó là The Wandering Whore, được xuất bản trong thời kỳ Phục hưng, liệt kê các con phố nơi có thể tìm thấy các gái mại dâm và vị trí của nhà chứa mại dâm.A Catalogue of Jilts, Cracks & Prostitutes là một tác phẩm được xuất bản vào cuối thế kỷ 17, nó liệt kê các đặc điểm về ngoại hình của 21 phụ nữ mà bạn có thể tìm thấy xung quanh Nhà thờ St Bartholomew-the-Great trong sự kiện Bartholomew Fair tại khu vực Smithfield ở Luân Đôn.
Harris's List of Covent Garden Ladies là một tác phẩm được xuất bản trong nửa sau của thế kỷ 18 dưới hình thức một cuốn sách nhỏ gọn. Nó cung cấp thông tin về ngoại hình và khả năng tình dục của khoảng 120-190 gái mại dâm làm việc tại và xung quanh khu vực Covent Garden (nổi tiếng là một quận đèn đỏ) cùng với địa chỉ và giá cả của họ. Bullough đã đưa ra luận điểm rằng mại dâm ở Anh thế kỷ 18 mang lại lợi ích cho đàn ông ở mọi tầng lớp xã hội và là một phần không thể thiếu trong kinh tế đối với nhiều phụ nữ nghèo, và xã hội chấp nhận điều này. Tuy nhiên, việc cấm hoạt động nhà chứa mại dâm đã được đưa vào luật chống lại mất trật tự công cộng, ghi trong Đạo luật Disorderly Houses Act 1751. Vào cuối thế kỷ, ý kiến công cộng bắt đầu chuyển dịch phản đối ngành công nghiệp dâm ô, và những người cải cách đã đề xuất các biện pháp hành động từ phía các cơ quan chức trách.

### Thế kỷ 19
Trong thế kỷ 19, phong trào Tin lành đã chỉ trích mạnh mẽ gái mại dâm và khách hàng của họ, coi họ như tội nhân và phê phán xã hội vì dung thứ cho hoạt động này. Đạo luật Vagrancy Act 1824 đã thêm thuật ngữ "common prostitute" vào pháp luật Anh và áp đặt hình phạt lên các gái mại dâm, có thể bao gồm lao động cực khổ kéo dài tới một tháng. Đạo luật định rõ rằng Đạo luật Vagrancy Act 1824 cũng xem việc một người đàn ông sống dựa vào thu nhập của một gái mại dâm là một tội phạm. Hành vi này thường được gọi là "sống nhờ vào thu nhập vô đạo" và có thể bị truy cứu trách nhiệm hình sự theo quy định của đạo luật.
Trong thời kỳ Victoria, mại dâm được coi là một tội ác khủng khiếp và bị xem là đe dọa đến đạo đức và giá trị xã hội. Đặc biệt, phụ nữ trẻ và nam giới được coi là những nạn nhân của mại dâm, và toàn xã hội đều lên án hành vi này. Đạo luật Town Police Clauses Act 1847 được coi là một trong những văn bản pháp luật đầu tiên để giới hạn mại dâm trong thời Victoria. Nó cấm mại dâm chung tập trung tại các "nơi công cộng" như quán cà phê Anh.
Thế kỷ 19, mại dâm thường là một nghề phổ biến trong tầng lớp công nhân. Đối với nhiều phụ nữ, việc trở thành gái mại dâm thường là một trường hợp tình cờ. Trong thời kỳ này, công chúng bắt đầu quan tâm đến các vấn đề xã hội cụ thể. Đồng thời, xuất hiện một quan điểm lý tưởng về hình ảnh phụ nữ, như là "Thiên thần trong ngôi nhà". Sự gia tăng của đạo đức gia đình tầng trung và sự phân tách hoạt động giữa nam giới và nữ giới trong các lĩnh vực riêng biệt đã làm cho việc phụ nữ tìm được việc làm ngày càng khó khăn. Điều này dẫn đến sự gia tăng của các nghề như may vá, nhân viên cửa hàng, nông nghiệp, công việc nhà máy và làm người hầu gia đình, tất cả đều là các nghề có giờ làm việc dài và thu nhập thấp.Với thu nhập thấp này, phụ nữ phải dựa vào mại dâm để có thể nuôi sống chính mình và gia đình, đặc biệt là trong các gia đình mà người kiếm cơm chính không còn ở bên cạnh. Một nghiên cứu từ thời Victoria muộn đã chỉ ra rằng hơn 90% gái mại dâm tại nhà tù Millbank là con gái của "những người đàn ông lao động không chuyên nghiệp và nửa chuyên nghiệp", trong đó hơn 50% đã từng làm người giúp việc, và những người khác đã thực hiện các công việc như giặt là, dọn nhà và bán hàng trên đường phố.
Trong thời kỳ Victoria, mức độ mại dâm ở Anh rất cao, tuy nhiên, việc xác định chính xác số lượng gái mại dâm hoạt động là khó khăn. Theo báo cáo tòa án từ năm 1857 đến 1869, mô hình mại dâm phổ biến hơn ở các cảng thương mại và các điểm nghỉ dưỡng, trong khi ít phổ biến hơn ở các thành phố chuyên sản xuất hàng hóa, trung tâm sản xuất vải bông và len, và trung tâm sản xuất vải len và len. Westminster Review đặt con số từ 50.000 đến 368.000. Điều này đưa mại dâm trở thành ngành nghề phụ nữ lớn thứ tư về quy mô. Một khó khăn trong việc đếm số lượng là trong thế kỷ 19, thuật ngữ "mại dâm" cũng được sử dụng để ám chỉ phụ nữ sống với đàn ông ngoài hôn nhân, phụ nữ có con ngoài giá thú, và những người có quan hệ tình dục vì niềm vui cá nhân chứ không phải vì tiền bạc.
Các ước tính về số lượng gái mại dâm từ cảnh sát có thể khác nhau như sau:

| Ngày | Luân Đôn | Anh và xứ Wales |
| ---- | -------- | --------------- |
| 1839 | 6,371    | –               |
| 1841 | 9,404    | –               |
| 1856 | 8,600    | –               |
| 1858 | 7,194    | 27,113          |
| 1859 | 6,649    | 28,743          |
| 1861 | 7,124    | 29,572          |
| 1862 | 5,795    | 28,449          |
| 1863 | 5,581    | 27,411          |
| 1864 | 5,689    | 26,802          |
| 1865 | 5,911    | 26,213          |
| 1866 | 5,544    | 24,717          |
| 1867 | 5,628    | 24,999          |
| 1888 | 5,678    | 24,311          |

Tuy nhiên, bảng này chỉ đưa ra số liệu về các gái mại dâm được biết đến bởi cảnh sát. Sự không đáng tin cậy của dữ liệu trong thế kỷ 19 đã làm cho việc xác định liệu mại dâm có gia tăng hay giảm trong thời kỳ này trở nên không rõ ràng. Tuy nhiên, không có nghi ngờ gì rằng trong thời kỳ Victoria, đặc biệt là vào những năm 1840 và 1850, công chúng đã tin rằng mại dâm và bệnh lây truyền qua đường tình dục (được gọi là bệnh truyền nhiễm qua đường tình dục vào thời điểm đó) đang gia tăng..
Trong ý thức công chúng, nghệ sĩ kịch thường được liên tưởng đến mại dâm, và điều này phản ánh sự thiếu tôn trọng đối với phụ nữ thông qua việc họ xuất hiện trong các nơi giải trí công cộng. Một loạt sách nhỏ có tên là The Swell's Night Guides đã được xuất bản, liệt kê các lợi ích và hạn chế của các nhà hát khác nhau đối với những người đàn ông tìm niềm vui, và cung cấp lời khuyên về cách tiếp cận nghệ sĩ kịch. Sách cảnh báo các người đàn ông không nên trực tiếp đề nghị tiền mặt cho nghệ sĩ kịch, mà nên tuyên bố muốn thuê họ để tổ chức các buổi biểu diễn tư nhân.
Một số gái mại dâm làm việc tại các khu vực đèn đỏ đã được chỉ định, trong khi những người khác làm việc trong các khu vực tự do của riêng họ. Các khu vực cảng của Luân Đôn có một số lượng lớn gái mại dâm, và đường Granby, gần ga Waterloo của Luân Đôn, nổi tiếng với "phụ nữ mặc nửa trần" trưng bày trên các cửa sổ. Gái mại dâm cũng có thể làm việc trong lực lượng vũ trang, chủ yếu là do bị cưỡng bức tình dục bởi các nhân viên và phải sống trong điều kiện khắc nghiệt tại các khu trại lính mà các người đàn ông phải trải qua. Các khu trại quân sự thường quá tải và không đủ hệ thống thông gió và vệ sinh. Một số lính được phép kết hôn, nhưng thậm chí cả họ cũng không được cung cấp trợ cấp để nuôi vợ, điều này đôi khi buộc họ phải bán dâm để kiếm sống. quy định về mại dâm trong lực lượng vũ trang là một biện pháp mà chính phủ áp dụng để kiểm soát sự lây lan của bệnh lây truyền qua đường tình dục trong quân đội. Vào năm 1864, một trong ba trường hợp bệnh trong quân đội là do các bệnh lây truyền qua đường tình dục. Số lượng nhập viện do viêm nhiễm âm đạo và bệnh giang mai cũng rất cao, đạt đến 290,7 trên 1.000 quân sự tổng cộng. Quy định mại dâm nhằm giảm thiểu rủi ro lây truyền bệnh và bảo vệ sức khỏe của binh lính.
Cuốn sách "Prostitution, Considered in Its Moral, Social, and Sanitary Aspects" của William Acton năm 1857 đã gây ra sự chú ý và tranh cãi về vấn đề mại dâm ở London. Cuốn sách này thể hiện sự lo ngại của tác giả về việc thành phố trở thành trung tâm sự suy đồi đạo đức tại Anh và bị xâm nhiễm bởi những gái mại dâm mang các bệnh lây truyền. Nó đã gợi mở cuộc tranh luận rộng rãi về các khía cạnh đạo đức, xã hội và vệ sinh của mại dâm, và tạo ra sự quan tâm công chúng đối với vấn đề này. William Acton lên án mức lương thấp của phụ nữ như một trong những lý do dẫn đến việc họ trở thành gái mại dâm. Ông cho rằng tình trạng kinh tế khó khăn và thiếu cơ hội việc làm khả dụng làm cho mại dâm trở thành một lựa chọn tương đối hợp lý cho phụ nữ đối mặt với khó khăn kinh tế. Quan điểm này khác biệt với quan niệm phổ biến trong các tầng lớp trung và thượng lưu, cho rằng việc phụ nữ trở thành gái mại dâm là do bản chất ham muốn tình dục và tính tội lỗi bẩm sinh.
Vào những năm 1860, Luật Bệnh lây truyền qua đường tình dục đã được áp dụng ở Anh với mục tiêu giảm thiểu bệnh lây truyền qua đường tình dục. Hệ thống mại dâm được cấp phép theo mô hình của Pháp được áp dụng, trong đó các gái mại dâm phải chịu kiểm tra bắt buộc về bệnh lây truyền qua đường tình dục và được giam giữ cho đến khi khỏi bệnh. Những phụ nữ trẻ chính thức trở thành gái mại dâm và bị ràng buộc trong hệ thống này suốt đời.
Sau cuộc vận động quốc gia dẫn đầu bởi Josephine Butler, hệ thống mại dâm được hợp pháp đã bị dừng lại vào năm 1886. Josephine Butler trở thành một nhà hoạt động xã hội quan trọng trong việc giúp giải thoát cho những phụ nữ mà bà đã giúp đỡ. Đạo luật Sửa đổi Luật Hình sự 1885 đã có những thay đổi quan trọng ảnh hưởng đến mại dâm. Cụ thể, đạo luật này tăng cường việc truy tố tội mua bán gái trẻ cho mục đích mại dâm bằng cách sử dụng ma túy, đe dọa hoặc gian lận. Nó cũng đóng cửa các nhà chứa và nâng độ tuổi tối thiểu cho phụ nữ trẻ có thể bị cưỡng bức từ 12 lên 16 tuổi. Những thay đổi này nhằm bảo vệ quyền lợi và an toàn cho phụ nữ trẻ và giảm thiểu sự tàn ác và khủng bố trong ngành mại dâm. Việc áp dụng quy định cuối cùng này đã giảm nguồn cung gái trẻ, mà trước đây có nhu cầu cao nhất. Mã đạo luật mới về đạo đức đã có ý nghĩa là các người đàn ông lịch sự không dám để lộ việc sử dụng dịch vụ mại dâm. Điều này làm tăng sự thận trọng và giới hạn công khai về các hoạt động mại dâm. Những quy định này đặt nặng vào trách nhiệm cá nhân và đạo đức của mỗi người, đồng thời xây dựng một môi trường kín đáo hơn xung quanh các hoạt động mại dâm.
Trong thời kỳ Victoria, mại dâm nam đồng tính đã tồn tại mặc dù bị coi là bất hợp pháp và bị cấm. Thông tin về mại dâm nam đồng tính trong thời kỳ này chủ yếu đến từ các vụ án tòa án và báo cáo. Có một số vụ báo cáo về việc đóng cửa nhà chứa mại dâm nam đồng tính hoặc quán rượu, tuy nhiên các địa điểm phổ biến nhất cho hoạt động mại dâm nam đồng tính là các công viên và các đường phố, đặc biệt là những đường phố gần các khu đồn. Điều này phản ánh sự tồn tại của một cộng đồng mại dâm nam đồng tính trong thời kỳ Victoria mặc dù nó bị xem là bất hợp pháp và bị xem là tội phạm.

### Thế kỷ 20
Trong giai đoạn sau của thế kỷ 20, đã có những nỗ lực nhằm hạn chế hoạt động mại dâm. Đạo luật Sexual Offences Act 1956 đã bổ sung các điều khoản xem việc quản lý nhà chứa mại dâm là một tội phạm. Đồng thời, Đạo luật Street Offences Act 1959 đã áp đặt các hạn chế mới để giảm mại dâm đường phố, theo đó "việc một gái mại dâm thường xuyên lẻn trốn hoặc dụ dỗ trong một con đường hoặc nơi công cộng với mục đích mại dâm là một tội phạm". Kết quả là, nhiều gái mại dâm đã rời khỏi đường phố vì sợ bị truy cứu pháp lý. Như Donald Thomas đã nói trong cuốn sách "Villains' Paradise":
Đạo luật Street Offences năm 1959 được đưa ra nhằm ngăn chặn sự phiền toái của công chúng khi có gái mại dâm hoạt động trên vỉa hè, và từ đó biến họ thành 'gái gọi'. Sự phổ biến đại trà của điện thoại và quan niệm đạo đức của các cơ quan chức năng đã tạo điều kiện cho sự thay đổi này trở nên khả thi. Đạo luật này áp đặt mức phạt 60 bảng Anh cho hành vi mời mọc trên vỉa hè và có khả năng bị giam cầm theo luật mới, điều này đã làm gia tăng tình hình này..
Hình phạt cho hành vi sống dựa trên thu nhập không chính đạo đã được tăng lên, với mức tối đa là 7 năm tù giam.
Vấn đề về việc xuất bản danh sách gái mại dâm (còn được gọi là các tạp chí liên lạc) đã gây tranh cãi pháp lý vào năm 1962 khi Frederick Charles Shaw xuất bản "Ladies Directory", một hướng dẫn về gái mại dâm ở Luân Đôn. Ông đã bị kết án về "âm mưu phá hoại đạo đức công cộng" và kháng cáo với lý do rằng không có tội danh như vậy tồn tại. Tuy nhiên, Hạ viện đã bác bỏ kháng cáo đó, từ đó tạo ra một tội danh thông thường mới.
Trong Đạo luật Sexual Offences năm 1985, một số hoạt động của khách hàng mại dâm cũng đã được xem là tội phạm. Đạo luật này đã thiết lập hai tội danh mới, bao gồm kerb crawling (tiếp cận gái mại dâm bằng cách lảng vảng trên vỉa hè) và mời mọc liên tục phụ nữ với mục đích mại dâm. Điều này nhằm ngăn chặn và xử lý các hoạt động liên quan đến việc tìm kiếm dịch vụ mại dâm từ phía khách hàng.

### Thế kỷ 21
Sự gia tăng số lượng gái mại dâm nhập cư từ nước ngoài trong thế kỷ 21 đã gây ra lo ngại về buôn người và mại dâm ép buộc. Đạo luật Sexual Offences Act năm 2003 đã bao gồm các điều khoản đặc biệt xem việc buôn bán tình dục là một tội danh. Cuộc đánh giá "Paying the Price" được tiến hành bởi Bộ Nội vụ vào năm 2004 tập trung vào các dự án nhằm chuyển hướng phụ nữ tránh nhập vào mại dâm và tương tác với những người đã bị mắc kẹt để giúp họ thoát ra khỏi tình huống đó. Những nỗ lực này nhằm bảo vệ và hỗ trợ các nạn nhân của buôn người và mại dâm ép buộc. Một cuộc đánh giá thứ hai của Bộ Nội vụ, "Tackling the demand for prostitution" (2008), đề xuất xây dựng một tội danh mới để xử phạt những người trả tiền cho việc mua dâm với một người bị kiểm soát mà không đồng ý vì lợi ích của người khác. Phương pháp này đối với mại dâm bắt đầu được tiến triển pháp luật vào năm 2008, khi Bộ trưởng Nội vụ Jacqui Smith công bố rằng việc trả tiền cho dịch vụ của một gái mại dâm dưới sự kiểm soát của một gã điều khiển sẽ trở thành một tội danh hình sự. Khách hàng cũng có thể đối mặt với tội hiếp dâm nếu họ biết rằng họ đang trả tiền cho một phụ nữ bị buôn lậu trái phép, và những người vi phạm lần đầu có thể bị buộc tội. Điều này nhằm đẩy mạnh việc giảm thiểu sự cầu mua dâm và bảo vệ các phụ nữ bị buôn bán và ép buộc trong ngành mại dâm. Đạo luật Policing and Crime Act 2009 đã đưa ra các quy định liên quan đến mại dâm. Nó xác định việc trả tiền cho dịch vụ của một gái mại dâm "bị bắt buộc" là một tội danh. Đạo luật này cũng đề ra các quy định về đóng cửa các nhà chứa mại dâm và có những quy định khác nhằm kiểm soát hoạt động liên quan đến mại dâm. Mục tiêu của đạo luật là hạn chế và kiểm soát mại dâm, đồng thời bảo vệ những người bị bắt buộc và khai thác trong ngành này.
Ở Holbeck, Leeds, đã thực hiện một thí nghiệm với việc "quản lý" một khu vực mại dâm, cho phép các gái mại dâm làm việc trong một khu vực nhất định từ 7 giờ tối đến 7 giờ sáng mà không phải lo ngại về nguy cơ bị truy tố. Vào tháng 1 năm 2016, quyết định về việc "quản lý" khu vực mại dâm tại Holbeck, Leeds đã được chính thức áp dụng vĩnh viễn. BBC đã sản xuất bộ phim tài liệu mang tên Sex, Drugs & Murder: Life in the Red Light Zone về khu vực Holbeck, Leeds. Bộ phim này khám phá cuộc sống trong khu vực đỏ ánh đèn và tập trung vào các vấn đề liên quan đến tình dục, ma túy và tội ác. Khu vực này đã chấm dứt vào tháng 3 năm 2020.Năm 2015, Cảnh sát Gwent đã xem xét kế hoạch tương tự cho một khu vực tại Pillgwenlly, Newport, Wales. Kế hoạch này nhằm áp dụng một mô hình quản lý đặc biệt trong khu vực này, liên quan đến hoạt động mại dâm và các vấn đề liên quan.
Theo một cuộc điều tra của tờ Guardian, nhiều phụ nữ đang đối mặt với khủng hoảng về chi phí sinh hoạt đã buộc phải bước vào ngành mại dâm để tự nuôi sống bản thân hoặc gia đình. Hiện tượng này đặc biệt ảnh hưởng đến những phụ nữ có điều kiện sống khiêm tốn hoặc đã ở trong tình huống dễ tổn thương. Các tổ chức đã nhận thấy rằng những phụ nữ nhập cư, người tị nạn và những phụ nữ đang cố gắng thoát khỏi mối quan hệ bạo lực là những nhóm chịu tác động đầu tiên.

### Historical bibliography
- Anderson, Amanda (1993). Tainted souls and painted faces: the rhetoric of fallenness in Victorian culture. Ithaca, New York: Cornell University Press. ISBN 9780801427817.
- Bartley, Paula (2000). Prostitution: prevention and reform in England, 1860–1914. London New York: Routledge. ISBN 9780203453032.
- Fisher, Trevor (2001). Prostitution and the Victorians. Stroud, UK: Sutton Pub. ISBN 9780750927796.
- Fraser, Antonia (1984). The weaker vessel: woman's lot in seventeenth-century England. London: Weidenfeld and Nicolson. ISBN 9780297783817.
- Gorham, Deborah (Spring 1978). "The "Maiden Tribute of Modern Babylon" re-examined: child prostitution and the idea of childhood in Late-Victorian England". Victorian Studies. Quyển 21 số 3. tr. 353–379. JSTOR 3827386.
- Grey, Daniel J. R. (2013). "Common Prostitutes and Ordinary Citizens: Commercial Sex in London, 1885–1960 (book review)". Contemporary British History. Quyển 27 số 1. tr. 112–113. doi:10.1080/13619462.2013.766060. S2CID 145636875.
- Howell, Philip (tháng 7 năm 2000). "A private Contagious Diseases Act: prostitution and public space in Victorian Cambridge". Journal of Historical Geography. Quyển 26 số 3. tr. 276–402. doi:10.1006/jhge.2000.0235.
- Laite, Julia (2012). Common prostitutes and ordinary citizens: commercial sex in London, 1885–1960. Houndmills, Basingstoke, Hampshire New York, New York: Palgrave Macmillan. ISBN 9780230230545.
- Linnane, Fergus (2007). London: the wicked city: a thousand years of vice in the capital. London: Robson. ISBN 9781861059901.
- Peabody, Selim Hobart; Richardson, Charles Francis (1892). International cyclopedia: a compendium of human knowledge. New York: Dodd, Mead & Co. OCLC 5182293.
- Storch, Robert D. (1977), "Police control of street prostitution in Victorian London: a study in the contexts of police action", in Bayley, David, biên tập (1977). Police and society. Beverly Hills, California: Sage Publications. tr. 49–72. ISBN 9780803908628. NCJ 044651
- Thomas, Donald (1969). A long time burning: the history of literary censorship in England. London: Routledge & K. Paul. ISBN 9780710063014.
- Walkowitz, Judith R. (1982). Prostitution and Victorian society: women, class, and the state. Cambridge New York: Cambridge University Press. ISBN 9780521223348.
- Walkowitz, Judith R. (1992). City of dreadful delight: narratives of sexual danger in late-Victorian London. Chicago: University of Chicago Press. ISBN 9780226871462.